# 清水寺 (長崎市)
清水寺（きよみずでら）は長崎県長崎市鍛冶屋町にある真言宗霊雲寺派の寺院である。山名は長崎山（ちょうきさん）。本尊は千手観音。
当寺は、京都・清水寺の僧・慶順により、元和9年（1623年）に創建された。現存する本堂は寛文8年（1668年）、唐商人の何高材（がこうざい）とその子供兆晋・兆有らの寄進によって建立されたものである。

## 本堂
重要文化財。寛文8年（1668年）の建立。入母屋造、本瓦葺きで、屋根の上部と下部に段差を付けて葺く錣葺き（しころぶき）とする。平面構成は方五間（桁行・梁間ともに柱間が五間）で、その中央の方三間を床上部とし、その周囲の幅一間分は吹き放しの土間とする。建物外周には石製礎盤の上に面取角柱を立てる。板張り部分は手前の梁間一間分を外陣、奥の梁間二間分を内陣とする。外陣部分は当初は吹き放しであったが、現状は仮設の建具を入れている。外陣の正面から側面にかけて切目縁を設ける。建物は西側を正面とし、南側（内陣に向かって右）には張出しを設け、そこに座敷などの4室を田の字形に設ける。外陣天井の輪垂木を並べた架構は、長崎の唐寺にみられる中国風のもので、黄檗天井と通称される。真言宗寺院の本堂であるが、開放的な構えや細部にみられる中国風の意匠などに黄檗寺院との共通性がみられる。内陣にある入母屋造妻入りの厨子は延宝2年（1674年）の作である。
2005年（平成17年）から2010年（平成21年）にかけて解体を伴った修復工事が実施され、1862年（文久2年）当時の姿に復元された。長崎県内に残る密教寺院の本堂としては最も古いものであり、2010年12月24日付で国の重要文化財に指定された。
堂内には本尊千手観音立像のほか、千手観音の眷属である二十八部衆像を安置する。寛文8年（1668年）に福建省出身の何高材と息子の兆晋・兆有によって着手された本堂再建の造営を記念した石碑（「重建清水寺紀縁石碑」）は本堂の「附」（つけたり）として国の重要文化財に指定されている。

## 文化財

### 重要文化財（国指定）
- 清水寺本堂（附 厨子、重建清水寺紀縁石碑） - 江戸時代中期（1668年）の建立。桁行五間、梁間五間、一重、入母屋造、本瓦葺、南面下屋附属、桟瓦葺。平成22年（2010年）12月24日指定。
- 絹本著色不動明王三童子像 - 平成2年（1990年）06月29日指定。

### 長崎市指定文化財
- 御朱印船絵馬
- 鐘楼
- 梵鐘

## 交通アクセス
所在地：長崎県長崎市鍛冶屋町8-43
- 崇福寺停留場から徒歩約3分